# Igreja Cristã Reformada do Sri Lanka
A Igreja Cristã Reformada do Sri Lanka (ICRSL) - em inglês Christian Reformed Church of Sri Lanka - é uma denominação reformada continental no Sri Lanka. Foi formada em 1642, por imigrantes holandeses, membros da Igreja Reformada Neerlandesa.

## História

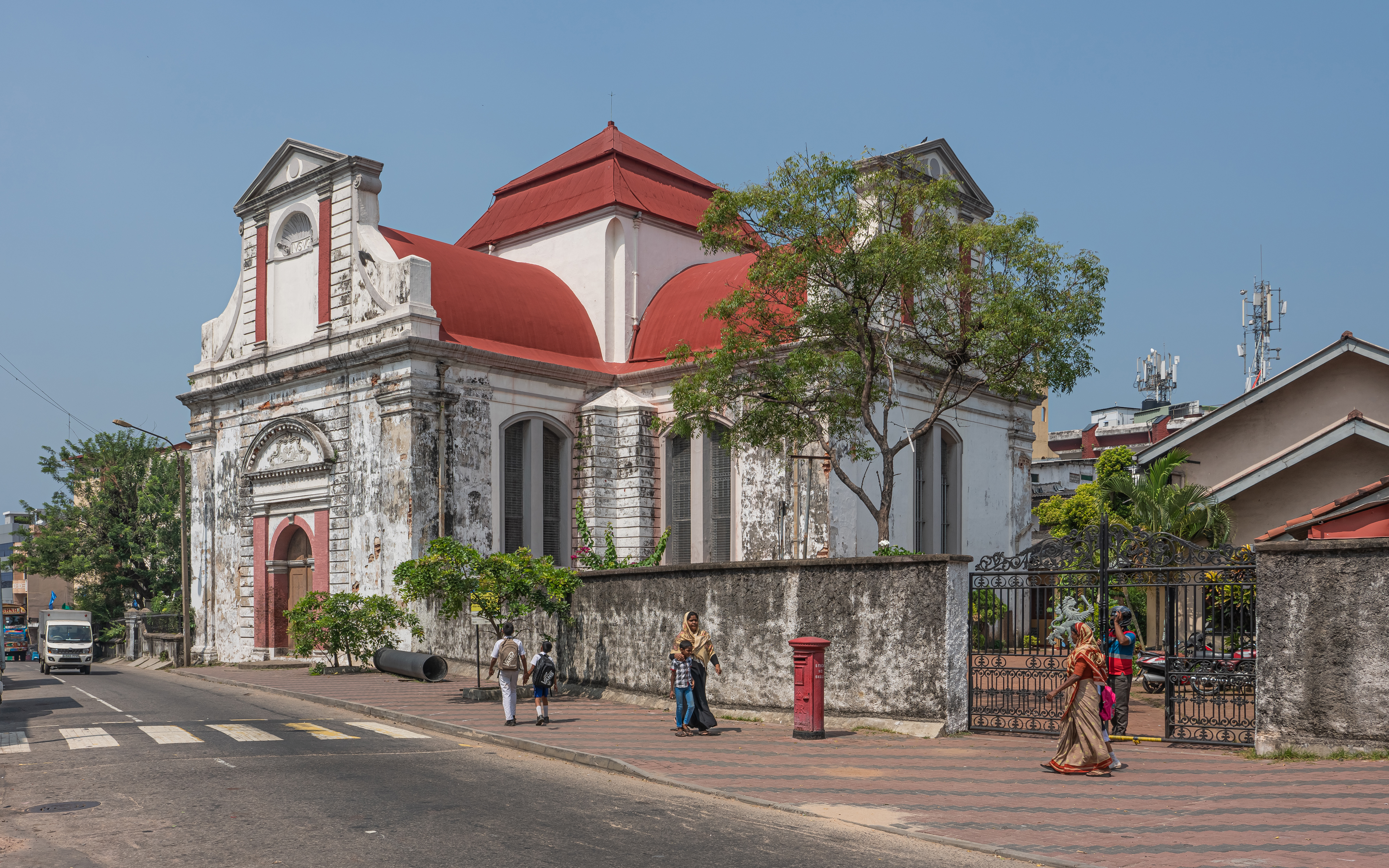
Igreja Cristã Reformada do Sri Lanka em Colombo: Wolvendaal Church

A Igreja Cristã Reformada do Sri Lanka (ICRSL), originalmente chamada Igreja Reformada Holandesa no Sri Lanka, foi fundada em 1642, por imigrantes holandeses no Sri Lanka. 
Após mais um século do domínio colonial holandês, a denominação chegou a cerca de 400.000 membros, em 1796.
Todavia, a partir das Guerras Anglo-Holandesas, o Sri Lanka se tornou território britânico e os holandeses foram expulsos. 
Isso levou ao declínio da denominação.
Com a chegada dos britânicos, se estabeleceu no Sri Lanka a Igreja da Escócia. As missões desta decidiram se unir à ICRSL em 1882.

## Doutrina
A ICRSL admite a ordenação de mulheres e subscreve as Três Formas da Unidade (Cânones de Dort, Catecismo de Heidelberg e Confissão Belga).

## Relações Intereclesiásticas
A denominação é membro da Comunhão Mundial das Igrejas Reformadas, Fraternidade Reformada Mundial, Conselho Cristão Nacional no Sri Lanka e Aliança Cristã Evangélica Nacional no Sri Lanka.
Além disso, tem relações de igreja-irmã com as Igrejas Reformadas Liberadas e Igreja Cristã Reformada na América do Norte, Igrejas Cristãs Reformadas da Austrália e Igreja Reformada Holandesa (NGK).